# Tropischer Sägehai
Der Tropische Sägehai (Pristiophorus delicatus) ist ein Hai aus der Familie der Sägehaie (Pristiophoridae). Wie seine Verwandten zeichnet sich der Hai durch eine lange sägeartige Schnauze aus, die bei dieser Art bis zu 31 Prozent der Körperlänge ausmacht. Er ist nur von der Küste des tropischen, nordöstlichen Australien bekannt und wurde erst 2008 beschrieben.

## Merkmale
Der Tropische Sägehai erreicht eine Länge von 62 bis 84 cm. Der Körper ist lang zylindrisch und schlank gebaut. Der Kopf ist abgeflacht und besitzt eine stark verlängerte und abgeflachte Schnauze mit einem für die Sägehaie typischen sägeartigen Rostrum, das bei dieser Art zwischen 29 und 31 Prozent der Körperlänge ausmacht und schmaler als bei den meisten anderen Sägehaiarten ist. Das Rostrum besitzt ein ausgeprägtes Paar Barteln, die sich etwas näher zum Maul als zur Spitze des Rostrums befinden. Bei Jungfischen befinden sich zwischen den großen Seitenzähne der „Säge“ normalerweise 2 bis 3 kleinere Zähne.
Die Oberseite seines Körpers ist einfarbig gelblich-braun, die Unterseite ist weiß oder gelblich. Die Augen sitzen seitlich am Kopf, dahinter schließen sich die großen Sauglöcher an. Wie andere Arten der Gattung besitzt der Sägehai fünf Kiemenspalten. Wie alle Sägehaie besitzt er zwei Rückenflossen ohne Dorn und keine Analflosse. Die Schwanzflosse besteht nur aus einem großen oberen Lobus während der untere Lobus allen Sägehaien fehlt.

## Lebensweise

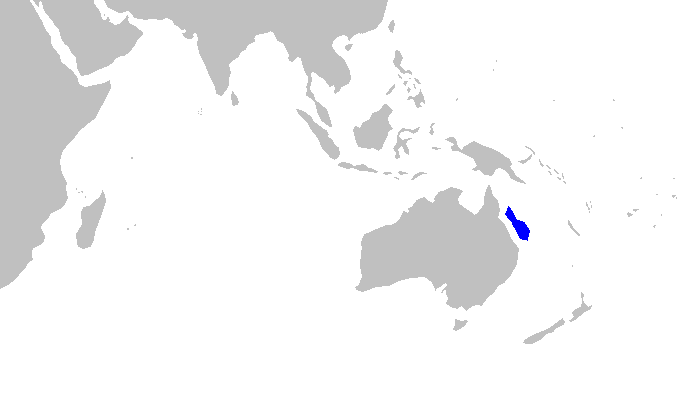
Verbreitungsgebiet des Tropischen Sägehais

Der Tropische Sägehai ist eine Bodenhaiart, die in Wassertiefen zwischen 246 und 400 Meter vorkommt. Über seine Lebensweise liegen kaum Daten vor, wahrscheinlich ernährt er sich räuberisch von verschiedenen Fischen und anderen Bodenorganismen.

## Verbreitung
Der Tropische Sägehai lebt vor der Küste des tropischen, nordöstlichen Australien (Queensland). Sein Lebensraum befindet sich im Bereich des Kontinentalhangs in Meeresbodennähe in Wassertiefen von 246 bis 400 Metern.

## Gefährdung
Der Tropische Sägehai wird in der Roten Liste der IUCN als nicht gefährdet („least concern“) eingestuft.